# Frente de Salvación Nacional (Túnez)
El Frente de Salvación Nacional (en árabe: جبهة الخلاص الوطنية; en francés: Front de Salut National) fue una coalición política de Túnez que existió como bloque en la Asamblea Constituyente que democratizó el país entre 2011 y 2014. Estaba compuesto en su mayoría por partidos y alianzas de ideología socioliberal y secular, que proponían la definición constitucional de Túnez como un estado laico, por lo que durante el período de transición democrática constituyó la principal oposición al gobierno de la Troika (El Triunvirato), de tendencia demócrata islámica y liderado por el islamista Movimiento Ennahda.
El FSN estaba compuesto por la socialdemócrata Unión por Túnez (alianza de los partidos Nidaa Tounes, Afek Tounes, Partido Laborista Democrático y Patriótico, Camino Socialdemócrata, y Partido de la Izquierda Socialista) y por el izquierdista Frente Popular (Partido de los Trabajadores, Movimiento de Patriotas Demócratas, Movimiento Popular, Patriotas Demócratas, Partido de la Lucha Progresista, Liga de Izquierda de los Trabajadore, Partido Popular por la Libertad y el Progreso, Frente Popular Unido, Movimiento Baazista Tunecino, Partido de la Vanguardia Democrática Árabe, y Túnez Verde). El Partido Republicano había abandonado Unión por Túnez, pero continuó siendo parte del FSN hasta su disolución. Durante la crisis política de 2013 y 2014, varios de sus miembros destacados, sobre todo de la facción más izquierdista, fueron asesinados en violentos atentados, lo que desató varias protestas que finalmente lograron la caída del gobierno de la Troika y su reemplazo por un gobierno tecnócrata que, luego de promulgar la nueva constitución, dirigió el país hasta las elecciones legislativas y presidenciales a fines de 2014.
La coalición se dividió después de su éxito en forzar la renuncia de Ennahda al gobierno, con el Frente Popular presentando sus propias candidaturas, mientras que lo que quedó del FSN presentó a Béji Caïd Essebsi en las elecciones presidenciales, triunfando en segunda vuelta.